# Clitaetra
Genre
Synonymes
- Afroetra Kuntner, 2006

Clitaetra est un genre d'araignées aranéomorphes de la famille des Araneidae.

## Distribution

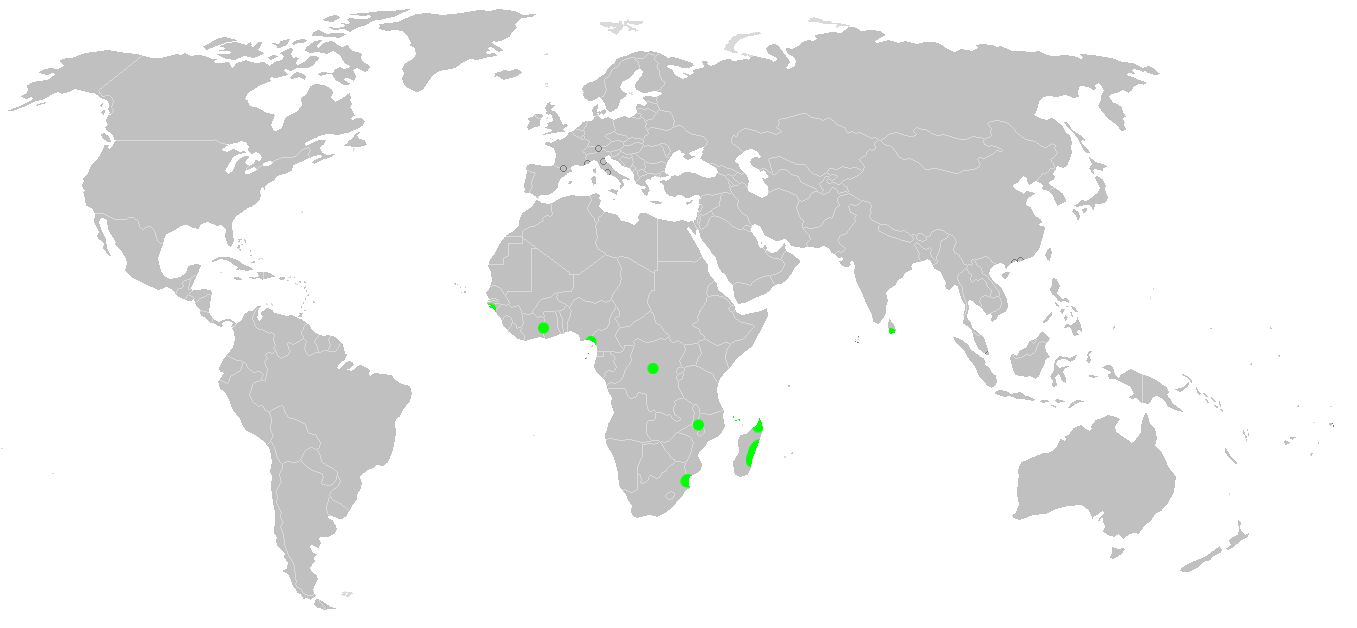
Distribution

Les espèces de ce genre se rencontrent en Afrique subsaharienne.

## Description
Les mâles mesurent de 2,8 à 4,9 mm et les femelles de 3,5 à 9,9 mm.
Clitaetra est le genre de Nephilidae avec le dimorphisme sexuel le plus faible, les femelles sont de une fois et demi à deux fois et demi plus grandes que les mâles.

## Liste des espèces
Selon World Spider Catalog (version 25.0, 18/03/2024) :
- Clitaetra clathrata Simon, 1907
- Clitaetra episinoides Simon, 1889
- Clitaetra irenae Kuntner, 2006
- Clitaetra perroti Simon, 1894
- Clitaetra simoni Benoit, 1962

## Systématique et taxinomie
Ce genre a été décrit par Simon en 1889 dans les Epeiridae. Il est placé dans les Nephilidae par Kuntner en 2006, dans les Araneidae par Dimitrov et al. en 2017, dans les Nephilidae par Kuntner et al. en 2023 puis dans les Araneidae par Hormiga et al. en 2023.
Le sous-genre Indoetra a été élevé au rang de genre par Kuntner et al. en 2019.

## Publication originale
- Simon, 1889 : « Études arachnologiques. 21e Mémoire. XXXI. Descriptions d'espèces et de genres nouveaux de Madagascar et de Mayotte. » Annales de la Société Entomologique de France, sér. 6, vol. 8, p. 223-236 (texte intégral).